# Bastiontoren
De Bastiontoren (Frans: Tour Bastion) is een kantoorgebouw langs de Kleine Ring van Brussel, aan de Naamsepoort in de gemeente Elsene. De toren is genoemd naar de vroegere straat die op die plaats liep.
De toren werd in 1970 gebouwd, het telt 25 verdiepingen en heeft een hoogte van 90 meter (112 inclusief de antenne). Het gebouw dient vooral als kantoorruimte. De toren was een van de eerste hoogbouwtorens van de stad Brussel. Het is nog steeds een van de meeste herkenbare gebouwen van de Brusselse skyline.
Bastiontoren, beter bekend als Bastion Tower, is het huis van een aantal internationale en institutionele huurders, waaronder een ambassade en een advocatenkantoor.